# 土州 (南梁)
土州，是南北朝的州。
南朝梁分郢州设置北新州，后来分北新州设置土州、富州、洄州、泉州、豪州。土州治所在龙巢（今湖北省随州市东北），下辖东永宁郡（治龙巢）、西永宁郡（治阜陵）、真阳郡（治石武）。东永宁郡（治龙巢）下辖海阳县、绥安县、海宁县、潮阳县、义招县、程乡县。永定元年（557年），南陈建立后，土州被王琳辅佐的萧庄占据。永定三年（559年），王琳被南陈击败，土州和富州、泉州、北新州、洄州、豪州五州被北周占领，五个州都并入土州。北周时，东永宁郡、西永宁郡、真阳郡合并为齐郡，另设永川郡。龙巢县改为左阳县，阜陵县改为漳川县。隋文帝开皇三年（583年），废除齐郡、永川郡，左阳县、石武县、漳川县直属土州。开皇十八年（598年）左阳县改为真阳县。隋炀帝大业初年，石武县、漳川合并入真阳县，废除土州，真阳县改属隋州。